# Jan Repas
Jan Repas, né le 19 mars 1997 à Ljubljana (Slovénie), est un footballeur international slovène. Il évolue actuellement au poste de Milieu de terrain au NK Maribor.

## Biographie

### NK Domžale
Jan Repas fait ses débuts en professionnel le 28 novembre 2015, lors d'un match de championnat opposant le NK Domžale et le FC Koper.

### SM Caen
Le 17 août 2017, il signe un contrat de quatre ans en faveur du Stade Malherbe de Caen. Le soir même, en accord entre les deux présidents de clubs, il dispute ce qui devait être son dernier match avec le NK Domžale lors des barrages aller de la Ligue Europa, à domicile face à l'Olympique de Marseille (match nul 1-1). Cependant, à la suite d'un autre accord , il joue également le match retour du 24 août (défaite 3-0) avant de débarquer en Normandie le lendemain. N’ayant jamais réussi à convaincre et s’imposer il quitte le club en juin 2020.

### NK Maribor
Il retourne en Slovénie en juillet 2020 et s'engage pour trois ans au NK Maribor.

### Sélection nationale
Le 25 août 2017, il est appelé pour la première fois en équipe de Slovénie avant d'honorer, le 4 septembre, sa première sélection. Il figure alors dans le onze de départ contre la Lituanie, match comptant pour les éliminatoires de la Coupe du monde de football 2018.

## Palmarès
| NK Domžale (1)                            | NK Maribor (1)                                                                                                   |
| ----------------------------------------- | --- |
| - Coupe de Slovénie : - Vainqueur en 2017 | - Championnat de Slovénie : - Champion en 2022 - Vice-champion en 2021 - Coupe de Slovénie : - Finaliste en 2023 |

## Statistiques

### En club
| Saison                | Club                  | Championnat           | Championnat | Championnat | Championnat | Coupe nationale | Coupe nationale | Coupe nationale | Coupe de la Ligue | Coupe de la Ligue | Coupe de la Ligue | Compétition(s) continentale(s) | Compétition(s) continentale(s) | Compétition(s) continentale(s) | Compétition(s) continentale(s) | Total | Total | Total |
| Saison                | Club                  | Division              | M.          | B.          | P.d.        | M.              | B.              | P.d.            | M.                | B.                | P.d.              | Comp.                          | M.                             | B.                             | P.d.                           | M.    | B.    | P.d.  |
| 2015-2016             | NK Domžale            | PrvaLiga              | 8           | 1           | 1           | 1               | 0               | 0               | -                 | -                 | -                 | -                              | -                              | -                              | -                              | 9     | 1     | 1     |
| 2016-2017             | NK Domžale            | PrvaLiga              | 32          | 4           | 3           | 5               | 0               | 0               | -                 | -                 | -                 | C3                             | 4                              | 0                              | 0                              | 41    | 4     | 3     |
| 2017-2018             | NK Domžale            | PrvaLiga              | 4           | 1           | 1           | -               | -               | -               | -                 | -                 | -                 | C3                             | 7                              | 2                              | 1                              | 11    | 3     | 2     |
| Sous-total            | Sous-total            | Sous-total            | 44          | 6           | 5           | 6               | 0               | 0               | -                 | -                 | -                 | -                              | 11                             | 2                              | 1                              | 61    | 8     | 6     |
| 2017-2018             | SM Caen               | Ligue 1               | 15          | 0           | 0           | 3               | 0               | 0               | 1                 | 0                 | 0                 | -                              | -                              | -                              | -                              | 19    | 0     | 0     |
| 2018-2019             | SM Caen               | Ligue 1               | -           | -           | -           | 1               | 0               | 0               | -                 | -                 | -                 | -                              | -                              | -                              | -                              | 1     | 0     | 0     |
| 2019-2020             | SM Caen               | Ligue 2               | 10          | 0           | 0           | 1               | 0               | 0               | -                 | -                 | -                 | -                              | -                              | -                              | -                              | 11    | 0     | 0     |
| Sous-total            | Sous-total            | Sous-total            | 25          | 0           | 0           | 5               | 0               | 0               | 1                 | 0                 | 0                 | -                              | -                              | -                              | -                              | 31    | 0     | 0     |
| 2020-2021             | NK Maribor            | PrvaLiga              | 31          | 6           | 7           | 2               | 0               | 0               | -                 | -                 | -                 | -                              | -                              | -                              | -                              | 33    | 6     | 7     |
| 2021-2022             | NK Maribor            | PrvaLiga              | 33          | 1           | 4           | 1               | 0               | 0               | -                 | -                 | -                 | C4                             | 4                              | 0                              | 0                              | 38    | 1     | 4     |
| 2022-2023             | NK Maribor            | PrvaLiga              | 33          | 5           | 2           | 5               | 0               | 1               | -                 | -                 | -                 | C1+C3+C4                       | 4+2+1                          | 0                              | 1+0+0                          | 45    | 5     | 4     |
| Sous-total            | Sous-total            | Sous-total            | 97          | 12          | 13          | 8               | 0               | 1               | -                 | -                 | -                 | -                              | 11                             | 0                              | 1                              | 116   | 12    | 15    |
| Total sur la carrière | Total sur la carrière | Total sur la carrière | 166         | 18          | 18          | 19              | 0               | 1               | 1                 | 0                 | 0                 | -                              | 22                             | 2                              | 2                              | 208   | 20    | 21    |

### En sélection nationale
| Sélection  | Année | Statistiques | Statistiques |
| Sélection  | Année | Matchs       | Buts         |
| ---------- | ----- | ------------ | ------------ |
| Slovénie A | 2017  | 3            | 0            |
| Slovénie A | Total | 3            | 0            |

Mise à jour le 9 octobre 2017
| Matches internationaux de Jan Repas | Matches internationaux de Jan Repas | Matches internationaux de Jan Repas       | Matches internationaux de Jan Repas | Matches internationaux de Jan Repas | Matches internationaux de Jan Repas | Matches internationaux de Jan Repas |
| 0                                   | Date                                | Lieu                                      | Adversaire                          | Résultat                            | Compétitions                        |                                     |
| ----------------------------------- | ----------------------------------- | ----------------------------------------- | ----------------------------------- | ----------------------------------- | ----------------------------------- | ----------------------------------- |
| 1                                   | 4 septembre 2017                    | Športni park Stožice, Ljubljana, Slovénie | Lituanie                            | 4 - 0                               | Éliminatoires Coupe du monde 2018   |                                     |
| 2                                   | 5 octobre 2017                      | Stade de Wembley, Londres, Angleterre     | Angleterre                          | 0 - 1                               | Éliminatoires Coupe du monde 2018   |                                     |
| 3                                   | 8 octobre 2017                      | Športni park Stožice, Ljubljana, Slovénie | Écosse                              | 2 - 2                               | Éliminatoires Coupe du monde 2018   |                                     |